# Labicymbium rancho
Labicymbium rancho is een spinnensoort in de taxonomische indeling van de hangmatspinnen (Linyphiidae).
Het dier behoort tot het geslacht Labicymbium. De wetenschappelijke naam van de soort werd voor het eerst geldig gepubliceerd in 1997 door Ott & Lise.